# Frans Koppelaar

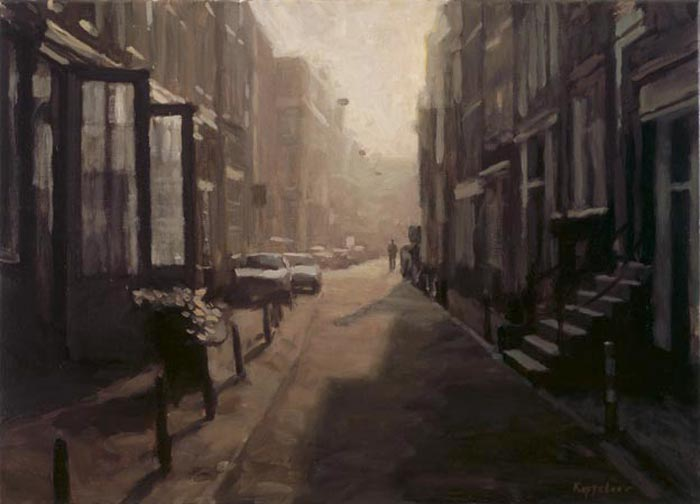
Contra dia, Langestraat 1993
oli en tela
(recollida privada)

Frans Thomas Koppelaar (La Haia, 23 d'abril de 1943) és un pintor neerlandès, nascut a La Haia. Entre 1963 i 1969 estudià a l'Acadèmia Reial d'Arts Visuals de la Haia.
Els seus paisatges i paisatges urbans d'Amsterdam es pinten en un estil que recorda la tradició clàssica de l'Escola de la Haia, George Hendrik Breitner, Isaac Israëls i Jacob Maris.
L'obra de Koppelaar es relaciona amb un moviment figuratiu en pintura contemporània holandesa que evolucionava durant els anys 90 en una reacció a l'art conceptual de borrissol tallat i les teories d'art massa pomposa d'aquell període. Al llarg dels anys el seu estil es convertí en un enfocament més simple, més sincer. Per 1984, ja no s'identificava amb cap moviment d'art.
Koppelaar és també un retratista.

## Artistes relacionats
Els pintors contemporanis que estan treballant d'una manera similar o amb temes similars són:
- Jan Zwaan - Països Baixos
- Henk Helmantel - Països Baixos
- Peter Smit - Països Baixos
- Aldo Balding - França
- Adolfo Ramón - Espanya
- Derek Buckner - EUA